# Polydora limicola
Polydora limicola är en ringmaskart som beskrevs av Annenkova 1934. Polydora limicola ingår i släktet Polydora och familjen Spionidae. Arten har ej påträffats i Sverige. Inga underarter finns listade i Catalogue of Life.